# Marcus Asinius Marcellus (consul en 104)
Marcus Asinius Marcellus, dit le Jeune, est un sénateur romain des Ier et IIe siècles, consul en 104 sous le règne de Trajan.

## Famille
Il semble être le fils ou plutôt le petit-fils de Marcus Asinius Marcellus, consul en 54. En 61, ce dernier trempe dans un complot destiné à récupérer la fortune d'un ancien préteur sans enfant. Les autres conspirateurs sont condamnés mais lui est épargné, sur demande de l'empereur Néron et en mémoire de ses ancêtres.
En effet, ce dernier serait le petit-fils de Caius Asinius Gallus (consul en 8 av. J.-C. et homme politique important des règnes d'Auguste et de Tibère) et donc l'arrière-petit-fils de Caius Asinius Pollio (consul en 40 av. J.-C., menant une campagne qui lui vaut le triomphe puis célèbre orateur, historien et poète du règne d'Auguste),.
Il aurait une sœur, Asinia Marcella, qui aurait épousé Caius Iulius Quadratus Bassus, consul suffect en 105 et général de Trajan. Caius Iulius Bassus, consul suffect en 139, serait issu de ce mariage[réf. souhaitée].